# Ewa Bugno-Zaleska
Ewa Maria Bugno-Zaleska (ur. 14 grudnia 1949 w Przedborzu, zm. 27 października 2005 w Koninie) – polska działaczka opozycji demokratycznej, specjalistka od reklamy.

## Życiorys
Ukończyła Szkołę Podstawową nr 1 w Przedborzu, w 1967 liceum ogólnokształcące w tym samym mieście, a w 1970 Pomaturalne Studium Reklamy i Dekoratorstwa przy Zespole Szkół Zawodowych w Mińsku Mazowieckim. Należała m.in. do Polskiego Czerwonego Krzyża, Związku Harcerstwa Polskiego, Towarzystwa Przyjaciół Dzieci, Towarzystwa Przyjaźni Polsko-Radzieckiej i Zjednoczonego Stronnictwa Ludowego. Od 1970 do 1976 była kierownikiem dekoratorni w Powiatowym/Wojewódzkim Związku Gminnych Spółdzielni „Samopomoc Chłopska” w Koninie. W 1976 pracowała w Domach Towarowych Centrum w Koninie, a w latach 1976–1982 kierowała dekoratornią w Wojewódzkim Związku Spółdzielni Rolniczych w Koninie. Od 1982 do likwidacji zakładu w 1988 była referentem księgowym w Wojewódzkiego w Zakładzie Usług Inwestycyjnych, Socjalnych i Administracyjnych Związku Gminnych Spółdzielni Rolniczych w Koninie.
Od września 1980 działała w konińskiej „Solidarności”, internowana dwukrotnie za działanie „na szkodę Polskiej Republiki Ludowej” (od 13 do 24 grudnia 1981 i od 11 maja 1982 do 24 lipca 1982). Była redaktorką zerowego, 1 i 2 numeru (w lutym i marcu 1982) „Azylu Wojennego”. Od października 1983 do lutego 1984 redagowała i kolportowała konińską wersję biuletynu „Solidarność Walcząca”. Współpracowała, a od 1987 współredagowała również pismo „Solidarni”.
W 1984 została członkinią Konfraterni im. ks. Jerzego Popiełuszki przy Parafii św. Wojciecha w Koninie. W 1985 brała udział w głodówce na rzecz uwolnienia więźniów politycznych w Głogowcu koło Konina. W 1986 została członkinią Krajowej Komisji Interwencji i Praworządności NSZZ „Solidarność”. Od 1986 do 1993 społecznie prowadziła wraz z mężem związkową aptekę leków pochodzących z darów zagranicznych. Od września 1989 przez rok pracowała w Konińskiej Spółdzielni Handlowo-Produkcyjnej „Rolnik”. Od lutego 1990 do 1992 była przewodniczącą Komisji Rewizyjnej Zarządu Regionu „Solidarności” w Koninie (potem wystąpiła ze związku). W latach 1990–1994 była katechetką w Szkole Podstawowej nr 8 w Koninie.
Była główną dekoratorką Międzynarodowej Konferencji Praw Człowieka i Obywatela w Warszawie w 1998. W 2000 wraz z mężem była autorką książki Zakazana „Solidarność”, obszernej monografii podziemnej „Solidarności” w regionie konińskim w okresie 13 XII 1981 – 17 IV 1989 (ISBN 83-86139-92-7). W tym samym roku została kustoszem wystawy plakatu „Polska droga do Wolności”, która zawierała 100 plakatów z okresu od nocy stalinizmu, przez wizyty Jana Pawła II w Polsce, aż do przemian demokratycznych w Polsce w 1989. Wystawa została wyeksponowana m.in. w Hawanie i Pinar del Río na Kubie, Lyonie, Petersburgu, Budapeszcie, Strasburgu czy Kopenhadze.
W 2003 znalazła się wśród założycieli partii Suwerenność-Praca-Sprawiedliwość (wyrejestrowanej 10 dni przed jej śmiercią). Jako jej członkini w 2005 dwukrotnie kandydowała do parlamentu. W styczniu, w wyborach uzupełniających do Senatu, zajęła 7. miejsce spośród 8 kandydatów w okręgu, otrzymując 1283 głosy. We wrześniu, w wyborach parlamentarnych, startowała do Sejmu z listy Ruchu Patriotycznego, uzyskując 194 głosy.

## Życie prywatne
Jej ojcem był cieśla Marian Bugno, a matką krawcowa Marianna (z domu Gawrońska). Jej mężem był nauczyciel języka polskiego Wojciech Zaleski, mieli troje dzieci – Szymona, Marię i Leszka. Od lat 70. mieszkała w Koninie. Pochowana została 31 października 2005 w Przedborzu.

## Wyróżnienia i upamiętnienie
Za działalność wydawniczą z okresu PRL w 2001 została odznaczona tytułem Zasłużony Działacz Kultury. W 2004 czytelnicy „Przeglądu Konińskiego” wybrali ją na „Człowieka ćwierćwiecza”.
13 grudnia 2006 została pośmiertnie uhonorowana Krzyżem Oficerskim Orderu Odrodzenia Polski. Odznaczenie z rąk Prezydenta RP – Lecha Kaczyńskiego – odebrały jej dzieci – Maria i Leszek.
W 2007 w Koninie Krzysztof Dobrecki wydał książkę zatytułowaną Zakazana Ewa, poświęconą Ewie Bugno-Zaleskiej.